# Одного божевільного літа
«One Crazy Summer» («One Crazy Summer») — американська романтична кінокомедія 1986 року, знята режисером Севеджом Стівом Голендом, з Демі Мур і Джоном К'юсаком у головних ролях.

## Сюжет
Молодіжна комедія з Джоном К'юсаком у головній ролі — актор грає тут художника-початківця Хупса, який допомагає симпатичній співачці Кассандрі врятувати будинок її діда від жадібних забудовників. Цього разу в частині ексцентрики режисер Голланд перегнув палицю, а сценарій абсолютно одноклітинний, тож навіть К'юсак і молоденька Демі Мур у головній жіночій ролі ситуацію не рятують.

## У ролях
- Демі Мур — Кассандра Елдрідж
- Джон К'юсак — Хупс Маккенн, художник
- Кертіс Армстронг — роль дугого плану
- Джо Флаерті — роль дугого плану
- Том Віллар — Клей Сторк
- Біллі Берд — роль дугого плану
- Джон Матушак — Стен
- Марк Меткаф — роль дугого плану
- Кімберлі Фостер — роль дугого плану
- Джоел Мюррей — Джордж Каламарі
- Метт Малхерн — Тедді
- Річ Літтл — роль дугого плану
- Боб Гоулдтуейт — роль дугого плану
- Дональд Лі — роль дугого плану
- Джеремі Півен — роль дугого плану
- Брюс Вагнер — роль дугого плану
- Лора Вотербері — роль дугого плану
- Тейлор Негрон — Тейлор
- Пол М. Лейн — роль дугого плану
- Дон Рафін — роль дугого плану
- Гері Літтлджон — роль дугого плану
- Ісідор Манкофскі — роль дугого плану
- Памела Шеддок — роль дугого плану
- Джері Вінсетт — роль дугого плану
- Ліза Меліллі — роль дугого плану
- Скотт Річардс — роль дугого плану
- Джон Блад — роль дугого плану
- Джон Фіоре — роль дугого плану
- Сінді Баер — роль дугого плану
- Річ Голл — роль дугого плану
- Шарон Гоуп — роль дугого плану
- Дональд Вотсон — роль дугого плану
- Беррі Доу — роль дугого плану

## Знімальна група
- Режисер — Севедж Стів Голенд
- Сценарист — Севедж Стів Голенд
- Оператор — Ісідор Манкофскі
- Композитори — Корі Леріос, Демі Мур
- Продюсери — Майкл Джаффе, Ендрю Мейєр, Джіл Фрізен